# Adeline Hazan
Adeline Hazan (ur. 21 stycznia 1956 w Paryżu) – francuska prawniczka, polityk i samorządowiec, sędzia, posłanka do Parlamentu Europejskiego V i VI kadencji.

## Życiorys
Ukończyła studia prawnicze w École nationale de la magistrature. Kształciła się w zakresie kryminologii, w 1980 uzyskała nominację sędziowską. Orzekała jako sędzia ds. nieletnich w kolejnych instancjach. W drugiej połowie lat 80. pełniła funkcję przewodniczącej stowarzyszenia sędziowskiego. Była doradcą Martine Aubry, zajmującej stanowisko ministra ds. zatrudnienia i solidarności, radną regionu Szampania-Ardeny (1998–2001) i od 2001 radną Reims.
W 1999 z ramienia Partii Socjalistycznej uzyskała mandat posłanki do Parlamentu Europejskiego, w 2004 z powodzeniem ubiegała się o reelekcję. Była członkinią grupy Partii Europejskich Socjalistów, pracowała m.in. w Komisji Wolności Obywatelskich, Sprawiedliwości i Spraw Wewnętrznych.
W 2008 odeszła z PE w związku z objęciem wyborem na mera Reims, funkcję tę pełniła do 2014. W tym samym roku objęła urząd generalnego kontrolera do spraw warunków w jednostkach penitencjarnych (CGLPL).